# Gerbillus nigeriae
Gerbillus nigeriae es una especie de roedor de la familia Muridae.

## Distribución geográfica
Se encuentra principalmente en el norte de Nigeria y Burkina Faso. 